# Самоґощ (Мазовецьке воєводство)
Самоґощ (пол. Samogoszcz) — село в Польщі, у гміні Мацейовиці Ґарволінського повіту Мазовецького воєводства.
Населення — 178 осіб (2011).

## Демографія
Демографічна структура станом на 31 березня 2011 року:
|          | Загалом | Допрацездатний вік | Працездатний вік | Постпрацездатний вік |
| -------- | ------- | ------------------ | ---------------- | -------------------- |
| Чоловіки | 93      | 28                 | 53               | 12                   |
| Жінки    | 85      | 18                 | 48               | 19                   |
| Разом    | 178     | 46                 | 101              | 31                   |